# 诺卡里奥
诺卡里奥（法語：Nocario，法語發音：[nɔkaʁjo]）是法国上科西嘉省的一个市镇，属于科尔泰区。

## 地理
诺卡里奥（42°23'37"N, 9°21'38"E）面积3.08 平方千米，位于法国上科西嘉省，该省份位于科西嘉北部，后者为地中海西部的一座岛屿，也是法国的一个单一领土集体，位于法国大陆部分的东南面，意大利半島的西面，最临近的地块是撒丁岛。
与诺卡里奥接壤的市镇（或旧市镇、城区）包括：韦尔代斯。

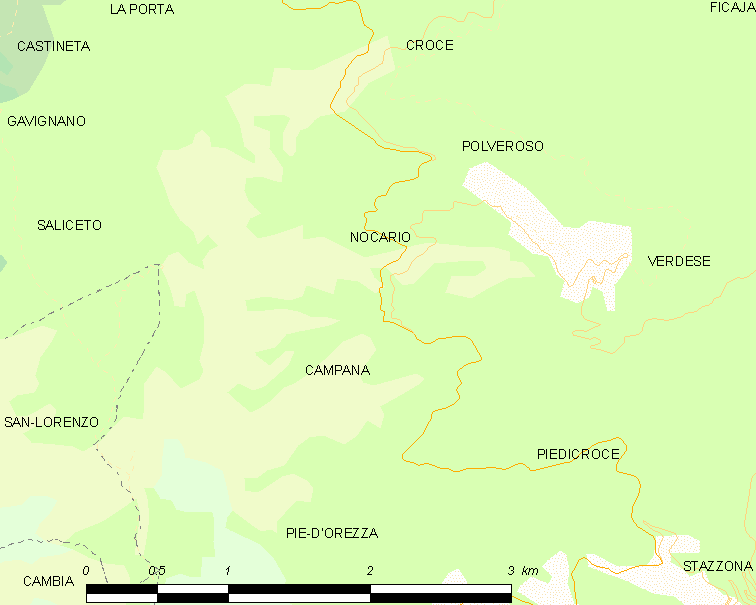
诺卡里奥的OSM定位图

诺卡里奥的时区为UTC+01:00、UTC+02:00（夏令时）。

## 行政
诺卡里奥的邮政编码为20229，INSEE市镇编码为2B176。

## 政治
诺卡里奥所属的省级选区为卡斯塔尼恰县。

## 人口

1962-2008年间诺卡里奥人口变化图示

诺卡里奥于2022年1月1日时的人口数量为75人。